# Бисёнэн
Бисёнэн (яп. 美少年 бисё:нэн, «красивый юноша») — японское слово, обозначающее женственного, эстетически красивого юношу. За пределами Японии обычно используется отаку для обозначения стереотипного шаблона мужских персонажей манги и аниме, который применяется в основном в жанрах сёдзё, сёнэн-ай или яое.

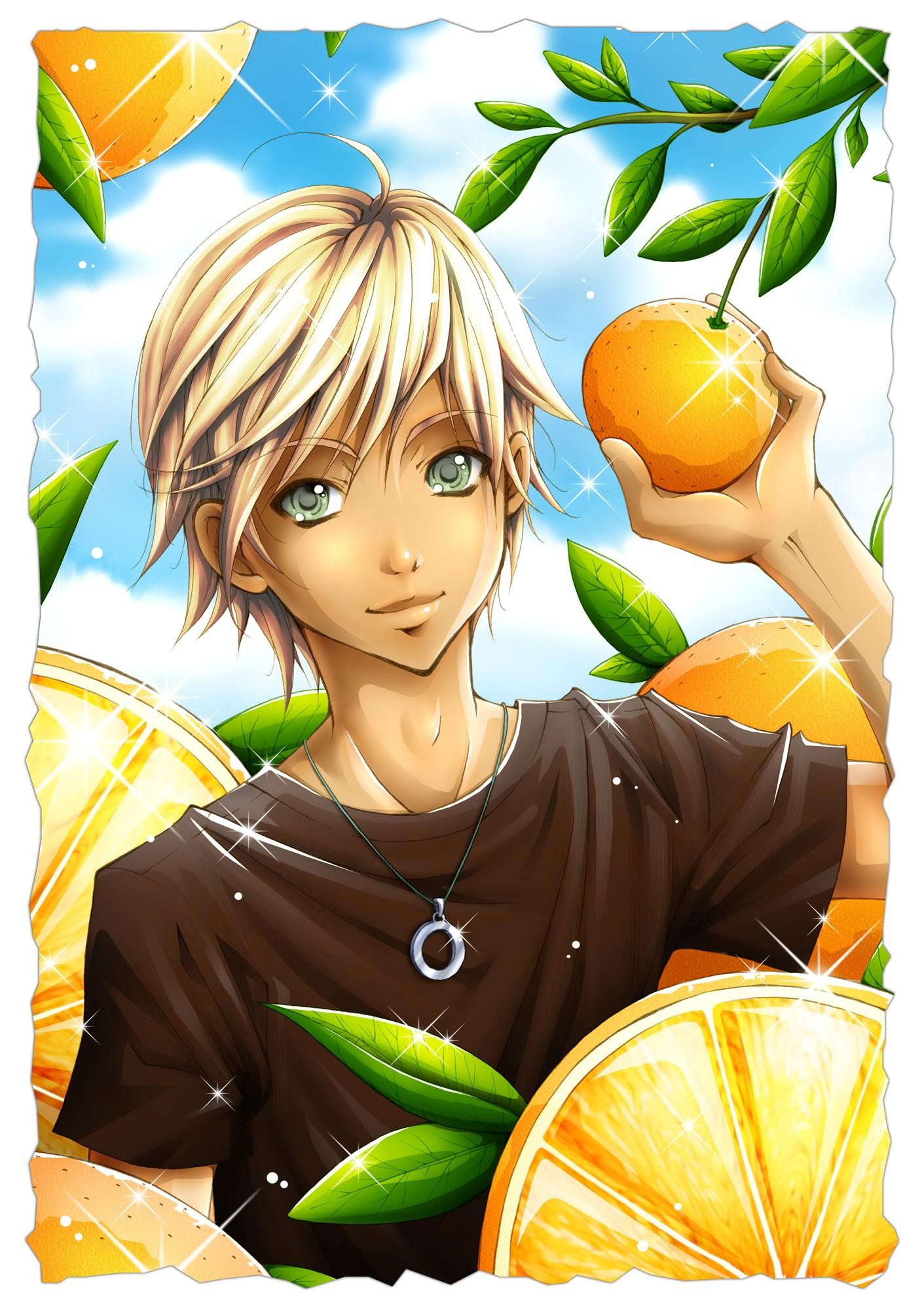
Бисёнэн

В некоторых произведениях все персонажи мужского пола могут быть бисёнэнами, и в большинстве случаев появляются в сёдзё- или яой-произведениях. Значительно реже встречаются в сэйнэн-произведениях, как правило, чтобы привлечь женскую аудиторию.

## Происхождение
Приставка би (яп. 美) чаще всего относится к женской красоте, а слово бидзин (яп. 美人) обычно, хотя и не всегда, используется для обозначения красивых женщин. Бисэйнэн следует отличать от бисёнэна, поскольку сэйнен (яп. 青年) используется для обозначения мужчин, достигших совершеннолетия, включая тех, кто поступил или закончил обучение в высших учебных заведениях. Термин сёнэн используется для обозначения мальчиков среднего и старшего школьного возраста. Бисёта может использоваться для обозначения красивого, не достигшего половой зрелости мальчика или мужчины, внешне похожего на ребёнка. За пределами Японии бисёнэн является наиболее известным из трёх этих терминов, вобрав их в себя и обозначая всех красивых мальчиков и юношей.
Идея термина бисёнэн зародилась как обозначение для идеала молодого любовника, первоначально воплощённом в вакасю (яп. 若衆), или мальчике-подростке, и возникла под влиянием женоподобных актёров-мужчин, игравших женских персонажей в кабуки. Этот термин возник в эпоху Мэйдзи, отчасти для того, чтобы заменить устаревшее к тому времени эротическое значение более старого термина вакасю, чьё общее значение «мальчик-подросток» к этому моменту было заменено новым термином «сёнэн».
Обычно бисёнэны обладают теми же чертами, что и идеализированные японские красавицы: блестящие чёрные волосы, матовая кожа, румяные щеки и т. д., но в то же время сохраняют мужское тело, что делает их эстетически непохожими как на мужчин, так и на женщин.
Минамото-но Ёсицунэ и Амакуса Сиро были идентифицированы как исторические бисёнэны. Иан Бурума отмечает, что современники считали Ёсицунэ физически непривлекательным, но благодаря становлению как легендарной персоны его стали изображать с приятной внешностью. Абэ-но Сэймэй изображался в соответствии со стандартами мужчины средних лет эпохи Хэйан, но с 1989 года его стали изображать как бисёнэна в современном стиле.
Кёкутэй Бакин написал множество произведений с упоминаниями нансёку, в которых фигурируют бисёнэны, а в 1848 году он использовал термин бисёнен в названии произведения о пассивном партнёре вакасю в гомосексуальных отношениях.

## Изображение
Помимо того, что бисёнэн обозначает тип персонажа, этот термин также может обозначать особый художественный стиль. В различных произведениях бисёнэна обычно изображают как изящного женоподобного юношу с длинными руками и ногами, шелковистыми и распущенными волосами необычного цвета и вытянутыми глазами с длинными ресницами, которые иногда могут выходить за пределы лица. Сексуальная привлекательность персонажа подчёркивается с помощью «эротизированного» разворота на всю страницу.
Персонажи с заметными выпуклыми мышцами редко считаются бисёнэнами, поскольку выглядят слишком мужественно.
Некоторые манги полностью выполнены в стиле бисёнэн, например, Saint Seiya. Бисёнэн-манга — это, как правило, сёдзё-манга или яой, однако сёнэн-манга может использовать образы персонажей бисёнэн для привлечения внимания читательниц.

## Отличие бисёдзё от бисёнэна
Бисёдзё (яп. 美少女) часто ошибочно считают синонимом бисёнэна из-за сходного толкования этих терминов. Между этими двумя терминами существуют серьезные различия: бисёдзё ориентированы на мужскую аудиторию и обычно сосредоточены на изображении молодых девушек в симпатичном стиле, в то время как бисёнэны ориентированы на женскую аудиторию, сосредоточены на изображении мальчиков-подростков и нарисованы более «элегантно». Другой распространённой ошибкой является предположение, что женские персонажи манги — бисёнэн, а аниме — бисёдзе. На самом деле женские персонажи манги бисёнен сильно отличаются от персонажей манги бисёдзё: бисёдзё более миниатюрны и нарисованы, чтобы казаться милыми, а не красивыми, в то время как в персонажах-бисёнэнах часто подчёркивается их элегантность (например, нарисованы более длинные конечности).